# Òpera còmica
L'òpera còmica és un tipus d'òpera amb una música més lleugera i amb un text majoritàriament més intranscendent, popular o còmic que els de l'òpera seriosa:
- A França se la denominà Opéra-comique i es representava entre altres al Teatre Nacional de l'Opéra-Comique de París. No s'ha de confondre amb l'opéra bouffe, molt propera a l'opereta, que es va representar sobretot al Théâtre des Bouffes-Parisiens;
- A Itàlia s'anomenà opera buffa a un gènere d'òpera que es desenvolupà a Nàpols a la primera part del segle XVIII;[2]
- A Alemanya també aparegué un tipus d'òpera còmica: el singspiel;
- A Anglaterra hi hagué la ballad opera, conreada per autors com William Shield i Arthur Sullivan;
- A Castella i als Països Catalans la sarsuela i la tonadilla són gèneres que s'hi poden assimilar.